# Hayato Ikeda
Hayato Ikeda (池田 勇人?, Ikeda Hayato; Takehara, 3 dicembre 1899 – Tokyo, 13 agosto 1965) è stato un politico giapponese ed ha ricoperto l'incarico di Primo ministro del Giappone dal 19 luglio 1960 al 9 novembre 1964.